# Silvan (Jeruzalém)

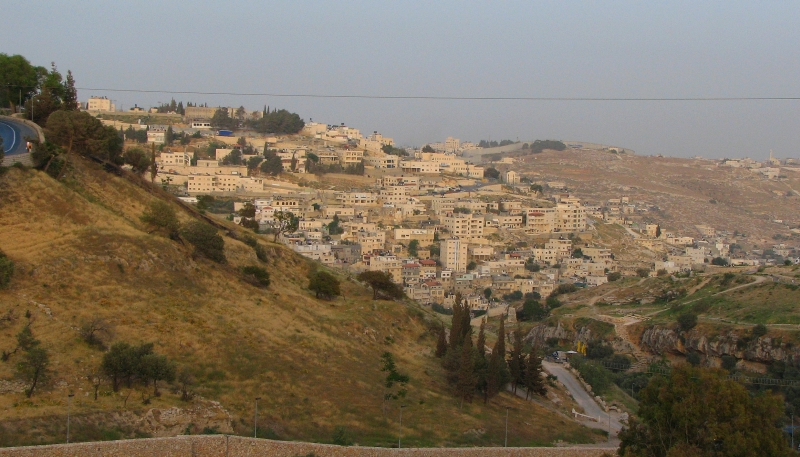
Pohled na Silvan

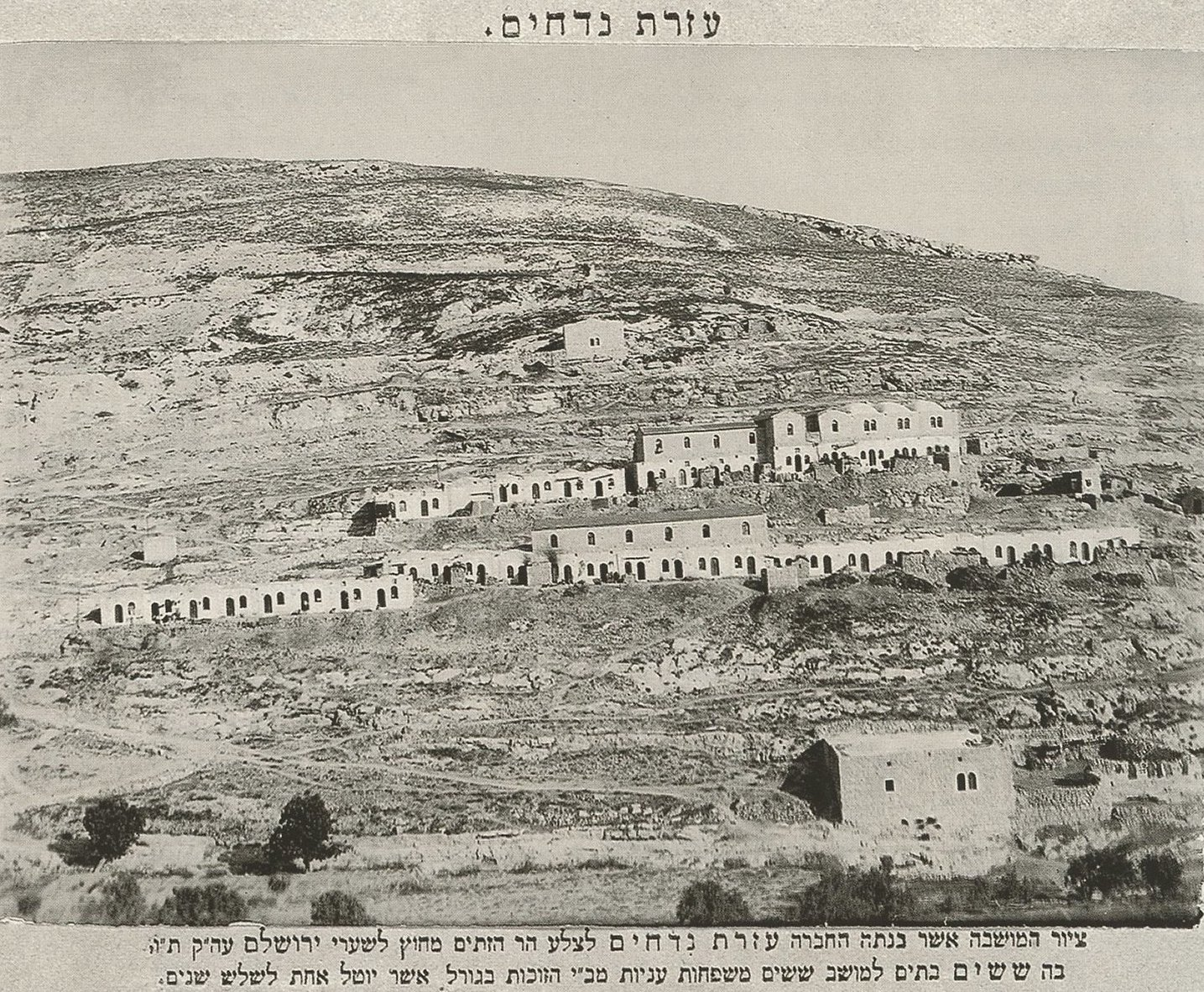
Obydlí jemenitských Židů v Silvanu koncem 19. století

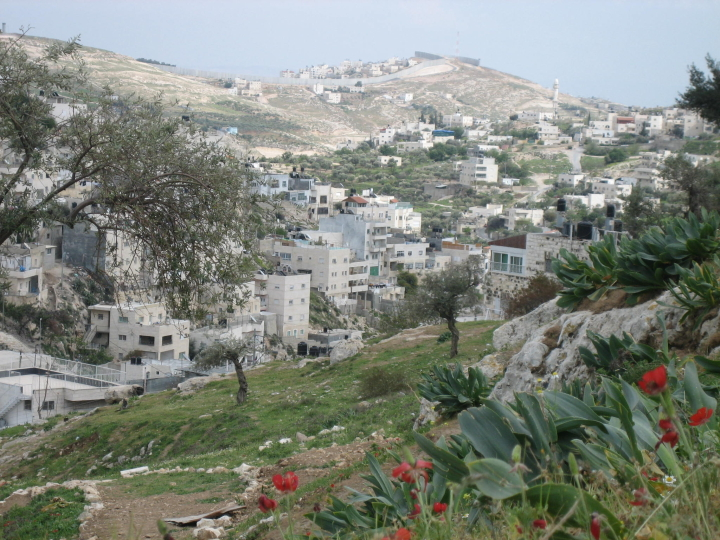
Pohled na Silvan od Abu Tor, v pozadí izraelská bezpečnostní bariéra

Silvan nebo Silwan (hebrejsky: סילואן, arabsky: سلوان, oficiálně hebrejsky Kfar ha-Šiloach, כפר השילוח) je etnicky smíšená arabsko-židovská čtvrť v centrální části Jeruzaléma v Izraeli, ležící ve Východním Jeruzalému, tedy v části města, která byla okupována Izraelem v roce 1967 a začleněna do hranic města.

## Geografie
Leží v nadmořské výšce necelých 700 metrů, necelý 1 kilometr vně jižního okraje Starého Města. Je situována v údolí Nachal Kidron, na západních svazích Olivové hory a s ní sousedící hory Har ha-Mašchit. Na protější straně údolí Kidron se zvedá hora Sijón, podél níž sem ústí boční údolí vádí Nachal Hinom. Na východě s ní sousedí arabská čtvrť Džebel Batan al-Hawa a Ras al-Amud, na jihu pak etnicky smíšená Abu Tor. Leží nedaleko Zelené linie, která do roku 1967 rozdělovala Jeruzalém.

## Dějiny
V lokalitě se nacházejí tři vydatné prameny Ajn Umm-el Daradž, Bir Ijov a Brechat ha-Šiloach (tedy pramen Gichon). Ve starověku fungovaly jako hlavní zdroj vody pro Jeruzalém. Na nízkém hřbetu naproti Brechat ha-Šiloach se nacházejí pohřební jeskyně z doby Prvního chrámu. Sloužily zejména bohatým rodinám kmene Jehuda. V římském období byly jeskyně používány pro dobývání kamene a v byzantském období tu útočiště nacházeli mniši. Od 16. století se tu rozvíjela malá vesnice místních arabských pastevců. Roku 1912 byla vesnice připojena k Jeruzalému.
Po konci první arabsko-izraelské války byla čtvrť v rámci dohod o příměří z roku 1949 začleněna do území okupovaného Jordánskem. V roce 1967 byla okupována Izraelem a stala se částí sjednoceného Jeruzaléma. Zástavba má rozptýlený, částečně vesnický charakter. Některé rodiny se nadále věnují zemědělství, ale většina pracuje v městských profesích v Jeruzalému. Žije tu 13 000 lidí. Čtvrť má i novověkou tradici židovského osídlení. V roce 1885 se v jižní části Silvanu usadila velká skupina jemenitských Židů. Ti byli vyhnáni za Arabského povstání v roce 1938. Z jejich osídlení ale zůstaly jen skromné pozůstatky (například žlábky ve vstupních dveřích, kde byly dříve umístěny mezuzy). Oblast je turisticky využívána. Po roce 1967 se zde usadily četné židovské rodiny. V severní části se soustřeďují u archeologické lokality Město Davidovo (Ir David). Celkem tu žije cca 500 židovských obyvatel. Čtvrť je občas místem arabských pouličních nepokojů a sporů ohledně požadavků na demolice arabských i židovských staveb zbudovaných bez úředního povolení.

## Demografie
Plocha této městské části dosahuje 506 dunamů (0,506 kilometru čtverečního) pro lokalitu Ir David a 537 dunamů pro vlastní Silvan. V roce 2000 v nich žilo 4067 a 9187 lidí a v roce 2002 4129 a 9994 lidí.